# Personaggi di Ugly Betty
Questa voce contiene un elenco dei personaggi presenti nella serie televisiva Ugly Betty.

## Personaggi principali

### Betty Suarez

Betty Suarez, protagonista della serie.

Beatriz "Betty" U. Suarez (stagioni 1-4), interpretata da America Ferrera, doppiata da Letizia Scifoni. È la protagonista della serie e fa il suo debutto nella prima stagione, nell'episodio pilota Ugly Betty.
Betty vive ed ha sempre vissuto a Jackson Heighs, nel Queens a New York. Ha studiato alla Queensborough High School, dove non è mai stata ad un ballo scolastico ed ha sempre avuto poche amiche per via della sua bruttezza che l'ha resa impopolare. Nonostante questo, lungo il corso della serie emergeranno aspetti di Betty sempre più nuovi che ne faranno un personaggio amatissimo e ormai un'icona della televisione statunitense. Il padre, Ignacio Suarez, ha perso la moglie Rosa per un tumore, ma ha ugualmente cresciuto bene le due figlie Betty e Hilda, che dimostrano avere un rapporto straordinario e per alcuni aspetti controverso. Il sogno di Betty è quello di fare la scrittrice e di possedere una rivista tutta sua. Nonostante abbia origini messicane non ha uno spagnolo fluente, anche se dimostra di cavarsela nel portoghese (facendo una telefonata in Brasile) e perfino nel cinese mandarino.
Ha cercato lavoro nelle riviste in lungo e in largo al termine della sua brillante carriera scolastica ma è sempre stata penalizzata dal suo aspetto. Finché non ha presentato richiesta alla Meade Publications, dove per intercessione del magnate Bradford Meade ha ottenuto un ambito lavoro come assistente del figlio Daniel Meade, recentemente a capo della rivista MODE (più per nepotismo che per vera abilità) dopo la morte di Fey Sommers. In realtà l'unico intento del Signor Meade è quello di offrire al figlio (pubblicamente riconosciuto troppo popolare tra le donne) un'assistente da non sedurre (come invece era stato fino a quel momento). Solo nei primi giorni Daniel tenta di tutto per far licenziare Betty che, a suo dire, non sarebbe in grado di svolgere il suo lavoro. Infine, pubblicamente umiliata e offesa, Betty tenta di fuggire ma Daniel la ferma perché capisce quanto valga in realtà, iniziando con lei un proficuo rapporto di amicizia e reciproco aiuto. Betty fa la conoscenza di altri importanti personaggi come la centralinista Amanda Tanen, la crudele Wilhelmina Slater con il suo assistente Marc St. James, e l'unica amica che abbia avuto dal principio, la sarta scozzese Christina McKinney. Nell'ultima stagione andrà a lavorare a Londra. Verrà poi raggiunta da Daniel, con il quale inizierà una relazione.

### Daniel Meade
Daniel Meade (stagioni 1-4), interpretato da Eric Mabius, doppiato da Niseem Onorato. Fa il suo debutto nella prima stagione, nell'episodio pilota Ugly Betty.
Dopo la misteriosa morte della precedente redattrice capo di MODE Fey Sommers, Daniel viene scelto dal padre per diventare il nuovo caporedattore, assistito da Betty Suarez. Pur essendo un donnaiolo, ha una relazione importante nella prima, nella seconda stagione e nella terza/quarta stagione. Nella prima stagione si innamora di Sofía Reyes, tanto da arrivare a chiederle di sposarlo, scoprendo poi che lei non lo amava veramente, ma era solamente interessata a lui per scrivere un articolo per la sua rivista; nella seconda è insieme a Renee Slater, sorella di Wilhelmina Slater, scopertasi poi piromane e omicida a causa di un disturbo mentale. Nella terza stagione si innamora di Molly, una giovane e affascinante insegnante già fidanzata di Connor; Molly gli rivela però di essere affetta da tumore maligno, Daniel decide comunque di starle vicino e sposarla, riuscendo a vivere una breve innamorata relazione. Molly muore poco dopo le nozze, lasciando Daniel profondamente depresso e caratterialmente maturato. Nell'ultimo episodio della seconda stagione Daniel scopre di avere un figlio, Daniel Junior Meade, avuto a seguito di una notte d'amore con una modella francese defunta. Per tenere con sé il bambino che è francese, David deve procurarsi tutta una serie di documenti: quando gli arrivano gli esami del DNA di junior, scopre che non è suo figlio e che il vero padre biologico è Alex, suo fratello, prima di cambiare sesso e diventare Alexis. Il ragazzino, allora, ritorna in Francia, dove andrà a vivere con i nonni materni. Nella stessa puntata Alexis Meade, nuova presidente della Meade Publications, rimuove Daniel dal suo incarico per affidarlo a Wilhelmina Slater. Nell'ultima stagione si legherà sempre di più a Betty, della quale si scopre, suo malgrado, profondamente innamorato, tanto da sviluppare un'enorme rabbia alla sua richiesta di rescindere il contratto poiché la ragazza possa accettare un lavoro a Londra. Poco tempo dopo affida le redini di Mode a Wilhelmina, che ottiene quindi in modo pulito ciò che ha sempre desiderato, e raggiunge Betty a Londra, con la promessa di restare. Dopodiché viene lasciato intendere che i due inizieranno una relazione sentimentale.

### Wilhelmina Slater
Wilhelmina Slater (stagioni 1-4), interpretata da Vanessa L. Williams, doppiata da Roberta Greganti. Fa il suo debutto nella prima stagione, nell'episodio pilota Ugly Betty.
Wilhelmina Slater (nata Wanda Slater) è una diva molto egocentrica che vive principalmente per due cose: MODE e il Botox. Era l'assistente personale di Fey Sommers. Quando Fey rimase incinta, dopo un rendez-vous allo Studio 54, lei decise di mantenere il segreto a patto che Fey pagasse la sua trasformazione fisica, dalla goffa "Wanda" all'attuale "Wilhelmina". Dopo la morte improvvisa di Fey cerca di diventare redattrice capo, ma Bradford Meade, presidente della Meade Publications, dà l'incarico al figlio ancora inesperto, Daniel Meade. Wilhelmina cerca comunque di far sbagliare Daniel in ogni modo, ma grazie agli aiuti della sua segretaria Betty Suarez tutti i piani malvagi falliscono. Nella terza stagione, diventa madre del piccolo William Meade, concepito con un seme del defunto Bradford e portato in grembo da Christina per poter ottenere una parte della quota ereditiera della famiglia Meade, fino a quando si scopre che non è la vera madre. Inoltre, si innamora di Connor Owens, il pianificatore finanziario di MODE; l'uomo fuggirà intascando i soldi della rivista e si farà credere morto, ma spinto dall'amore per Wilhelmina si costituirà alle autorità. La donna vorrà comunque sposarlo, ma lui decide di proteggerla e perciò fingerà di non amarla più. Quando Wilhelmina finisce in coma poiché colpita da una pallottola sparata dal figlio illegittimo di Claire Meade, Tyler, sarà l'abbraccio di Connor che la farà risvegliare. Alla fine della serie resasi conto dell'amore che prova per l'uomo sceglie di diventare "buona" rimanendo direttore capo di MODE e rimane a fianco di Connor che nel frattempo è appena uscito di prigione.

### Marc St. James
Marc St. James (stagioni 1-4), interpretato da Michael Urie, doppiato da Luigi Morville.
È l'assistente personale di Wilhelmina Slater (che nel profondo gli vuole molto bene), che venera, pur avendo un po' paura di lei, ed è il migliore amico di Amanda Tanen, con la quale si diverte a prendere in giro Betty e che aiuta a trovare il suo vero padre. È rifiutato dalla madre a causa della sua omosessualità. È una persona molto superficiale, ma sa essere profondo quando una persona è avvilita, soprattutto con Amanda e Justin, con cui lega molto essendo anche lui gay. Con il passare del tempo, farà, a modo suo, amicizia con Betty. Ha difficoltà ad avere una relazione sentimentale a causa del suo narcisismo, ma alla fine s'innamora dell'affettuoso Troy e, grazie all'aiuto di Justin, inizia una storia seria con lui.

### Amanda Tanen
Amanda Tanen (stagioni 1-4), interpretata da Becki Newton, doppiata da Ilaria Latini. Fa il suo debutto nella prima stagione, nell'episodio pilota Ugly Betty.
Amanda Tanen (a cui ci si riferisce anche come Amanda Sommers, e Amanda Cannon) è l'attraente centralinista di "MODE Magazine", prima alleata di Wilhelmina Slater poi di Daniel Meade (del quale è innamorata, almeno inizialmente). Nella prima stagione passa gran parte del tempo con il suo amico Marc St. James, assistente di Wilhelmina, a fare scherzi a Betty Suarez. Nel finale di stagione, insieme a Christina McKinney scopre la stanza segreta del sesso nel guardaroba degli uffici di Mode. Nella stanza, dopo aver manifestato tendenze bisessuali con la stessa Christina, trova il suo certificato di nascita e scopre di essere la figlia naturale di Fey Sommers.
Nella seconda stagione prova a diventare famosa sfruttando la notorietà della madre arrivando addirittura a cantare "Milkshake" di Kelis al matrimonio di Bradford e Wilhelmina ottenendo anche un discreto successo. Nel corso della stagione, curiosa del suo passato, si mette alla ricerca del padre; di lui sa solo che ha un tatuaggio di Titti sul fondoschiena. Pensa che quest'ultimo sia Gene Simmons il bassista dei Kiss finché non scopre che non è lui il suo vero padre perché il tatuaggio che si è fatto da solo è finto. Solo alla fine della quarta stagione Amanda scopre che il padre si chiama Spencer Cannon, e che ha avuto lei da una notte d'amore con Fey.
Prima di lavorare a Mode, Amanda era un'attrice e appariva nel ruolo di cameriera in una pubblicità per un ristorante a tema medievale. Quando è nervosa, tende a mangiare tanto cibo spazzatura e ha la fobia di essere troppo vecchia per ottenere quello che vuole. Nella terza stagione, si ritrova a corto di soldi e si trasferisce da Betty, imparando ad essere responsabile e anche a rispettare la ragazza, per poi diventare la coinquilina di Mark. Nella quarta stagione, riesce finalmente a cambiare la sua condizione lavorativa diventando la nuova assistente di Daniel, poi si licenzia da Mode per concentrarsi sul suo sogno di diventare una famosa stilista, anche se alla fine sembra che torni a fare la centralinista.

### Hilda Suarez
Hilda Suarez (stagioni 1-4), interpretata da Ana Ortiz, doppiata da Francesca Fiorentini. Fa il suo debutto nella prima stagione, nell'episodio pilota Ugly Betty.
Hilda Suarez è la sorella maggiore di Betty. Quando era adolescente rimase incinta di Justin, avuto con Santos e allevato grazie all'aiuto del padre Ignacio e della sorella Betty. Nonostante i frequenti litigi, Hilda è molto protettiva nei confronti dei suoi familiari ed è anche un po' gelosa quando il figlio e il padre danno maggiori attenzioni alla sorella Betty. Anche se rispetta il lavoro di Betty a MODE sente che comunque deve provvedere alla sua vita instabile e spesso ne approfitta per prendere in prestito vestiti, scarpe e accessori.
Per un certo periodo Hilda ha insuccessi nella vita amorosa, ma poi si riconcilia con il suo ex-ragazzo e padre di Justin, Santos. Poco prima delle nozze, nell'ultima puntata della prima serie Santos viene colpito da un proiettile durante una rapina in un negozio e muore. All'inizio della seconda stagione sembra che Santos sia scampato al suo tragico destino, ma poi tutto si rivela solo una fantasia di Hilda.
Verso la fine della seconda stagione Hilda si innamora del coach Tony Diaz, insegnante di educazione fisica di Justin. Nell'ultima puntata scopre che l'ex moglie di Tony è tornata, ma la loro relazione continua fino a quando Hilda lascia il coach convinta che lui e sua moglie meritino una seconda opportunità. Nella terza serie si innamora del consigliere Archie Rodríguez ma lo lascia quando nella quarta serie rimane incinta di Bobby Talercio, il suo corteggiatore al liceo, non visto di buon occhio da Ignacio. Successivamente Hilda perde il bambino, ma nonostante ciò Bobby ed Hilda rimangono insieme. Dopo la cena con la famiglia di Bobby a casa di Betty, Hilda e Bobby si fidanzano ufficialmente. Alla fine, nella penultima puntata, si sposano. È stata licenziata molte volte, soprattutto a causa del suo atteggiamento un po' altezzoso, fino a quando decide di aprire in casa Suarez un salone di bellezza tutto suo, che ottiene un buon successo nonostante non possieda alcune licenze. Per colpa di Betty, che non aveva spento un arricciacapelli, il salone di Hilda prende fuoco.

### Ignacio Suarez
Ignacio Suarez (stagioni 1-4), interpretato da Tony Plana, doppiato da Ennio Coltorti. Fa il suo debutto nella prima stagione, nell'episodio pilota Ugly Betty.
Ignacio, ex pugile, è il padre di Hilda e Betty e il nonno di Justin ed è un ottimo cuoco. In fuga dal Messico, entra negli USA irregolarmente nel dicembre 1976, assieme all'amata Rosa, moglie del crudele banchiere Ramiro Vasquez, che Ignacio crede di aver ucciso. Per potergli finalmente procurare la Green Card, Betty si accorda con Wilhelmina Slater, tradendo per una volta la fiducia di Daniel.

### Justin Suarez
Justin Suarez (stagioni 1-4), interpretato da Mark Indelicato, doppiato da Manuel Meli.
È un vero e proprio esperto in fatto di moda. La sua conoscenza del settore della moda deriva dalla lettura del giornal MODE, dove Betty lavora, e dal guardare Fashion TV. Justin esibisce un comportamento stereotipato gay. Justin vive con sua madre Hilda, sua zia Betty e suo nonno Ignacio. Suo padre biologico è Santos che viene ucciso nel finale della prima stagione. Da teenager, la sua sessualità adolescenziale era ancora in fase di sviluppo nella storyline fino alla fine della serie. Nella prima stagione Justin è introdotto come il figlio adolescente di Hilda, da lei avuto quando era ancora ragazza. Nella seconda stagione Justin inizia a frequentare MODE. Nella terza stagione Justin deve affrontare il bullismo scolastico. Nella quarta stagione viene rivelato che Justin è gay e si innamora di Austin.

### Bradford Meade
Bradford Meade (stagioni 1-2), interpretato da Alan Dale, doppiato da Rodolfo Bianchi. Fa il suo debutto nella prima stagione, nell'episodio pilota Ugly Betty.
Bradford Meade, un magnate dell'editoria, fino alla morte fu proprietario della Meade Publications. Accusato dell'omicidio di Fey Sommers, sua amante, fu rilasciato dopo la dichiarazione di colpevolezza di Claire Meade, moglie da cui poi divorziò per sposare Wilhelmina Slater. Durante il tanto atteso giorno del matrimonio con quest'ultima, a causa di un malore non riesce a sposarla. Poco dopo muore lasciando la Meade Publications ai figli Daniel ed Alexis e al figlio ancora in grembo di Wilhelmina Slater.

### Christina McKinney
Christina McKinney (stagioni 1-3; guest star stagione 4), interpretata da Ashley Jensen, doppiata da Barbara De Bortoli. Lavora nel reparto sartoria di MODE ed è amica di Betty sin dal suo primo giorno di lavoro. È separata dal marito Stuart che vive in Scozia e viene costretta da Wilhelmina a portare in grembo il suo bambino concepito con uno sperma di Bradford Meade. Darà alla luce un maschietto di nome William, che si scoprirà essere in realtà proprio suo figlio e per questo tornerà a vivere in Scozia con lui e Stuart. Quando lei e Betty si ritrovano a Londra per una sfilata, si scoprirà essere diventata una stilista molto nota.

### Claire Meade
Claire Meade (stagioni 1-4), interpretata da Judith Light, doppiata da Ludovica Modugno. Fa il suo debutto nella prima stagione, nell'episodio La bugiarda, l'orologio e l'armadio.
Accusata dell'omicidio di Fey Sommers viene incarcerata, riesce ad evadere per un lungo periodo di tempo fino al matrimonio dell'ex marito Bradford Meade dove quest'ultimo si sente male. Per andarlo a trovare in ospedale viene catturata dalla polizia, fino al processo dell'omicidio. Nel processo viene completamente assolta perché si scopre che quando ha ucciso Fey era sotto l'effetto del profumo che la stessa aveva precedentemente drogato per spingerla alla morte. Tornata alla Meade Publications dà vita ad una nuova rivista, Hot Flash, insieme a delle ex detenute, per ottenere i finanziamenti di cui ha bisogno dallo stato. Nel primo numero di Hot Flash c'è un articolo di Betty Suarez e grazie all'aiuto di Wilhelmina Slater famosi inserzionisti sponsorizzano la rivista. Lega molto con Betty, trattandola quasi come una figlia, e anche con la sua famiglia.

### Henry Grubstick
Henry Grubstick (stagioni 1-2; guest stagioni 3-4), interpretato da Christopher Gorham, doppiato da Leonardo Graziano. Lavora come contabile a MODE e ha una cotta per Betty, ma a causa della gravidanza della sua fidanzata Charlie, non riesce ad avere una relazione serena con lei e quando prova a farle la proposta di matrimonio, viene rifiutato. È allergico ai cavalli ed un tipo dai gusti molto semplici.

### Alexis Meade
Alexis Meade, nata Alexander (Alex) Spencer Meade, (stagioni 1-3), interpretata da Rebecca Romijn, doppiata da Chiara Colizzi. Fa il suo debutto nella prima stagione, nell'episodio In o out.
All'inizio amica di Wilhelmina Slater, entra nella serie interpretando la sorella transgender di Daniel Meade che, quando era ancora un uomo, aveva finto di morire in un incidente sciistico per effettuare la serie di operazioni chirurgiche che l'hanno fatta diventare donna. Nell'ultimo episodio della prima stagione finisce in coma a causa di un incidente stradale e nella seconda stagione dopo essersi ripresa perde la memoria e pensa di essere ancora uomo. Nel corso della serie, recupera la memoria e decide di collaborare con Daniel per dirigere MODE Magazine. Quando Claire Meade, la madre, viene dichiarata "non colpevole" per l'omicidio di Fey Sommers torna alla Meade Publication e Alexis stessa le permette di dar vita a una nuova rivista, "Hot Flash". Nella terza stagione il ruolo di Alexis è passato da personaggio principale a personaggio ricorrente per le modifiche fatte al suo alter ego durante lo sciopero degli sceneggiatori. In questa stagione, dopo aver finalmente aperto gli occhi su Wilhelmina (che, dopo la morte di Bradford, usa lo sperma congelato del defunto per poter avere un erede di Meade, un bambino che le permetterà di mettere le mani su un terzo della proprietà di MODE), Alexis ha un crollo nervoso. Tanto da spingere giù per una rampa di scale Christina, che porta in grembo il bambino di Bradford, costretta da Wilhelmina ad affittare l'utero. Dopo aver confessato il suo gesto a Betty, Alexis si costituisce alla polizia. Viene scagionata grazie a sua madre che si mette d'accordo con Wilhelmina: in cambio della cessione delle sue azioni a favore di Wilhelmina, la denuncia viene ritirata. Alexis parte quindi per la Francia dove vive suo figlio con i nonni materni.

## Personaggi ricorrenti

### Fey Sommers
Fey Sommers è un personaggio della serie televisiva Ugly Betty, interpretata da vari attrici, tra cui Christine Jones e nella seconda stagione da Becki Newton. Fa il suo debutto nella prima stagione, nell'episodio pilota Ugly Betty.
La prima stagione si apre con l'omicidio della stessa Fey Sommers, morta in un bizzarro incidente, nel quale la sua auto brucia uccidendola. Dopo l'arresto di Bradford Meade, che tutti credono il vero colpevole dell'omicidio, Claire Meade confessa di essere stata lei ma, come successivamente si scoprirà, era sotto effetto di un veleno, che la stessa Fey le aveva messo nel profumo regalatole da Bradford. Nell'ultima puntata della prima stagione si viene a scoprire che Amanda Tanen è sua figlia biologica. Quest'ultima attraverso gli oggetti posseduti dalla madre e dai racconti di Wilhelmina Slater, cerca di scoprire chi sia il suo vero padre e verrà a sapere dopo aver consultato una medium e con l'aiuto del suo amico Marc St. James che il suo padre biologico è Gene Simmons uno dei componenti della rock band dei Kiss. Tuttavia Marc e Amanda scoprono solo alla fine della quarta stagione che il vero padre di Amanda è un uomo di nome Spencer Cannon, cliente che aveva chiesto la sua consulenza di stilista ma in realtà voleva solo conoscerla meglio sapendo di essere suo padre tramite un'agenzia.
Il suo look è ispirato ad Anna Wintour, direttrice di Vogue America.

### Giovanni Rossi
Giovanni "Gio" Rossi (stagione 2; guest stagioni 3-4), interpretato da Freddy Rodríguez, doppiato da Emiliano Coltorti.
Di origini italiane, Giovanni è, inizialmente, un venditore ambulante di panini a MODE, innamoratosi di Betty, di cui in seguito ne diventerà il ragazzo. Dopo l'addio di Betty, si incontreranno di nuovo, casualmente, a Londra, dove avranno un chiarimento definitivo.

### Matt Hartley
Matt Hartley (stagioni 3-4), interpretato da Daniel Eric Gold.
Matt è figlio di Calvin Hartley, imprenditore estremamente ricco in passato legato a Claire Meade. Matt è una persona solare e dinamica, che si dedica a numerose diverse passioni senza raggiungere però obiettivi fissi nella vita. Conosce Betty durante il corso per diventare redattori allo YETI, dove si innamora di lei. La loro relazione non si sviluppa inizialmente poiché Matt è in fase di riabilitazione da dipendenza sessuale. Grazie all'acquisto paterno di quote del MODE Matt ne entrerà a far parte trovandosi a essere diretto superiore di Betty. Nel corso della terza stagione diventa un pittore ma nella quarta parte per l'Africa con un gruppo di volontari. La storia con Betty si interrompe con la partenza di Matt.

### Daniel Junior
Daniel Junior Meade (DJ) (stagioni 2-3), interpretato da Julian De La Celle. È il figlio di Alexis e una modella francese con cui è andata a letto ai tempi in cui era un maschio. Vive insieme ai nonni materni e si trasferisce a New York dopo la morte di sua madre per conoscere suo padre, che lei credeva fosse Daniel. I due legano molto, ma quando i nonni materni cercano di riprenderselo, Daniel scopre di essere lo zio del bambino, ma fa lo stesso di tutto per farlo rimanere con sé, fino a quando Alexis, che inizialmente era disposta a rinunciare ai suoi diritti genitoriali, decide di andare a vivere con lui e i suoi nonni in Francia.

### Connor Owens
Connor Owens (stagioni 3-4), interpretato da Grant Bowler, doppiato da Stefano Benassi. Ruba tutti i soldi dell'azienda dei Meade con uno stratagemma del quale Betty si accorge e Connor cerca di incastrarla. Fugge volendo portare con sé Wihelmina ma lei rifiuta

### Gina Gambarro
Gina Gambarro (stagioni 1-2), interpretata da Ava Gaudet. Vicina di casa della famiglia Suarez, bella e avvenente, ma anche molto antipatica che dà filo da torcere alle sorelle Suarez, soprattutto Hilda.

### Constance Grady
Constance Grady (stagione 1), interpretata da Octavia Spencer, doppiata da Mirta Pepe. 

### Walter
Walter (stagione 1), interpretato da Kevin Sussman, doppiato da Francesco Venditti. Il fidanzato di Betty un po' maldestro. Sopporta la continua assenza di Betty a causa del suo nuovo lavoro, ma alla fine si rende conto che la loro storia non ha futuro e si trasferisce per lavoro nel Maryland.

### Nico Slater
Nico Slater (stagioni 1), interpretata da Jowharah Jones (stagione 4) e da Yaya DaCosta, doppiata da Alessia Amendola. La figlia di Wilhelmina. Desidera da sempre attenzioni dalla madre, ma viene continuamente allontanata e mandata in scuole private, fino a quando si dimostra tale e quale a lei cercando di imbrogliarla portandole via i soldi, ma quando viene scoperta, Wilhelmina la caccia di casa, decisa a non rivederla mai più.

### Fabia
Fabia (stagioni 1-2), interpretata da Gina Gershon.

### Santos Reynoso
Santos Reynoso (stagione 1; guest stagione 2) interpretato da Kevin Alejandro.
Santos è il padre naturale di Justin, figlio di Hilda. Riavvicinatosi al figlio ormai adolescente (di cui impara, sia pur con iniziale fatica, a comprendere e apprezzare la personalità), riprende la storia d'amore con Hilda, tanto da arrivare a un passo dall'altare; poco prima delle nozze, però, Santos viene colpito a morte da un proiettile nel corso di una rapina in un negozio in cui era andato per acquistare un regalo per Justin (ultima puntata della prima serie).
Nel primo episodio della seconda stagione sembra che Santos sia scampato al suo tragico destino, ma poi tutto si rivela solo una fantasia di Hilda.

### Molly
Molly (stagioni 3-4), interpretata da Sarah LaFleur, doppiata da Emanuela D'Amico. Fidanzata di Connor, che poi lascia perché innamorata di Daniel. Guarita dal cancro, muore a seguito di una recidiva, poco dopo il loro matrimonio. 

### Kimmie Keegan
Kimmie Keegan (stagioni 2-3), interpretata da Lindsay Lohan, doppiata da Myriam Catania. Una ex-compagna di liceo di Betty che la bullizzava spesso. Una volta finito il liceo, perde la sua popolarità e si ritrova a lavorare in un fast food, fino a quando fa domanda per un lavoro da MODE e cerca di ostacolare Betty per recuperare la sua vecchia popolarità.

### Kenny
Kenny (stagione 2), interpretato da John Cho, doppiato da Marco Vivio.

### Suzuky St. Pierre/Byron Wu
Suzuky St. Pierre/Byron Wu (stagioni 1-4), interpretato da Alec Mapa, doppiato da Davide Lepore. È il conduttore del telegiornale della moda Fashion Buzz, omosessuale, superficiale e non sopporta la gente comune. In realtà, è lui stesso un uomo comune sposato, con due figli e una casa nella periferia del New Jersey che si è creato un alter-ego per poter lavorare nel mondo della moda senza essere giudicato.

### Yoga
Yoga (stagione 2), interpretata da Lorraine Toussaint. Un'aggressiva e forzuta carcerata con cui Claire Meade fa amicizia e con cui studia un piano di fuga che va a buon fine.

### Archie Rodriguez
Archie Rodriguez (stagioni 3-4), interpretato da Ralph Macchio, doppiato da Stefano Crescentini. Fa il suo debutto nella terza stagione, nell'episodio intitolato Ugly Berry.
Archie è consigliere del Queens ed è avviato a una promettente carriera politica. Responsabile della mancata concessione della licenza per il salone di bellezza di Hilda, successivamente fa in modo che la sorella di Betty possa comunque svolgere la sua attività concedendole la licenza per la vendita di prodotti di bellezza. Spinto anche da Ignacio, riesce a fidanzarsi con Hilda. La storia finisce nella quarta serie, quando Hilda rimane incinta di Bobby.

### Bobby Talercio
Bobby Talercio (stagione 4), interpretato da Adam Rodríguez, doppiato da Alessio Cigliano. Fa il suo debutto nella quarta stagione, nell'episodio intitolato Torna indietro Betty.
Bobby, ex "cattivo ragazzo", era stato un corteggiatore di Hilda ai tempi del liceo e per lui aveva una cotta adolescenziale la stessa Betty, che chiama ancora Scimmietta. Quest'ultima, avendo deciso di imparare a guidare le automobili con il cambio meccanico, inizia a prendere lezioni da Bobby e quindi a frequentarlo. Ma Bobby (non visto di buon occhio da Ignacio che teme sia implicato, con la sua famiglia, nella mafia) è ancora innamorato di Hilda. Lei stessa non è indifferente, tanto che - mentre ancora è fidanzata con Archie - rimane incinta di Bobby. Successivamente Hilda perde il bambino, ma nonostante ciò i due rimangono insieme e si fidanzano ufficialmente dopo una tempestosa cena a casa di Betty, organizzata per far incontrare le famiglie Suarez e Talercio.

### Tyler
Tyler (stagione 4), interpretato da Neal Bledsoe, doppiato da Francesco Bulckaen. Il figlio illegittimo di Claire e Cal, concepito ai tempi in cui entrambi erano sposati. Quando Claire scoprì di essere incinta, lui le ordinò di abortire per non rovinare i loro affari, lei però non ne ebbe la forza e diede il bambino in adozione subito dopo averlo dato alla luce. Dopo trent'anni di silenzio, Claire decide di incontrare suo figlio, scoprendo che ha avuto problemi di alcolismo come lei, ma che è riuscito ad uscirne. Ha un talento innato come modello.

### Austin Marley
Austin Marley (stagione 4), interpretato da Ryan McGinnis, doppiato da Flavio Aquilone. Fa la sua prima apparizione nella quarta stagione, nell'episodio Tutto il mondo è palcoscenico. Austin e Justin si conoscono ad un corso di recitazione e diverranno ufficialmente fidanzati e accettati dalla famiglia Suarez, anche grazie all'intelligente operato di Bobby.

### Zachary Bool
Zachary Bool (stagione 4), interpretato da Aaron Tveit. Compare nella quarta stagione, nell'episodio Tutto il mondo è un palcoscenico.
Zac è un famoso drammaturgo che Betty incontra a un corso di recitazione frequentato da Justin. Ricambiata, Betty se ne innamora subito e propone a Daniel un servizio su di lui da pubblicare su MODE di quel mese. Alla prima del nuovo spettacolo di Zachary, Betty lo vede in compagnia di una bella ragazza (a Betty aveva detto che sarebbe andato con la madre), scelta dal manager dello scrittore in quanto fisicamente più adatta per fargli pubblicità. Alla fine della rappresentazione Betty, umiliata, lascia Zachary dopo avergli sferrato un pugno sull'occhio. Zac fa un ultimo tentativo di riconquistarla, presentandosi nella redazione di MODE, ma Betty si dimostra irremovibile nel non voler avere a che fare più niente con lui.

### Dottoressa Frankel
La dottoressa Frankel (stagione 4), interpretata da Kathy Najimy, doppiata da Chiara Salerno. Compare nella quarta stagione, nell'episodio Un sorriso da un milione di dollari.
La dottoressa Frankel è l'ortodontista (consigliata da Zac) che toglie definitivamente l'apparecchio a Betty. Il fatto non avviene nello studio della dottoressa (proprio nel momento in cui quest'ultima si appresta a recidere il primo filo del ferretto, scatta l'allarme antincendio), bensì poche ore dopo all'interno del Museo Guggenheim, in pubblico: Betty è rimasta impigliata con l'apparecchio in un preziosissimo reggiseno tempestato di diamanti e la dottoressa Frankel, casualmente presente, le toglie l'apparecchio, liberando così il reggiseno. Prima dell'incidente con il reggiseno, Betty sbatte la testa, sviene e sogna come sarebbe stata la sua vita se fosse nata con una dentatura perfetta. Durante il sogno, la dottoressa Frankel compare come "angelo guida" di Betty.

### Tony Diaz
Tony Diaz, interpretato da Eddie Cibrian, doppiato da Riccardo Scarafoni. Fa il suo debutto nella seconda stagione, nell'episodio intitolato Una Baby impresa per Betty.
Tony Diaz, di cui si innamora Hilda verso la fine della seconda stagione, è l'insegnante di educazione fisica di Justin. Nell'ultima puntata della serie, Hilda scopre che l'ex moglie di Tony è tornata. Nonostante questo la loro relazione continua, fino a quando Hilda lascia il coach convinta che lui e sua moglie meritino una seconda opportunità.

### Don Jones
Don Jones (stagione 4), interpretato da Brian Stokes Mitchell. Fa la sua prima apparizione nella quarta stagione, nell'episodio Rivelazioni.
Don è una vecchia fiamma di Wilhelmina Slater, dell'epoca in cui era ancora "Wanda".

### Antony Talercio
Antony Talercio (stagione 4), interpretato da Nestor Serrano. Fa il suo debutto nella quarta stagione, nell'episodio Rivelazioni.
Antony è il padre di Bobby e diventa quindi il suocero di Hilda.

### Dina Talercio
Dina Talercio (stagione 4) interpretata da Lainie Kazan. Fa il suo debutto nella quarta stagione, nell'episodio intitolato Rivelazioni.
Dina è la madre di Bobby e diventa quindi la suocera di Hilda. Durante la cena di fidanzamento tra Hilda e Bobby, a casa di Betty, è protagonista di un'aspra litigata con la futura nuora.

## Guest star
- Adele: se stessa
- Debi Mazar: Leah Feldman
- Lucy Liu: Grace Chin (Avvocato, avrà un breve flirt con Daniel)
- Rita Moreno: Zia Mirta
- Ron Canada: Senatore Slater (Padre di Wilhelmina)
- Jerry O'Connell: Joel
- Rebecca Gayheart: Jordan Dunn
- Katharine McPhee: se stessa
- James Van Der Beek: Luke Carnes
- Victoria Beckham: se stessa
- Robert Desiderio: Mr. Gallico
- Leslie Jordan: Quincy Combs
- Patti LuPone: Signora St James (Madre di Mark)
- Max Greenfield: Nick Pepper (Assistente di Alexis)
- Eliza Dushku: Cameron Ashlock
- David Blue: Cliff
- Naomi Campbell: se stessa
- Heather Tom: Holly Wright
- Mo'Nique: L'Amanda
- Eddie Cibrian: Coach Diaz
- Christian Siriano: se stesso
- Rick Fox: bodyguard di Wilhelmina
- Nina Garcia: se stessa
- Vera Wang: se stessa
- Betty White: se stessa
- Gene Simmons: se stesso
- Adriana Lima: se stessa
- Nikki Blonsky: Teri O'Shoughnessy
- Christine Baranski: Victoria Hartley
- Shakira: se stessa
- Salma Hayek: Sofia Reyes (direttrice della rivista MYW)